# 风中的女王
《风中的女王》（英語：Reign）是將於2013年第三季度在美国CW电视台播出的宫廷爱情电视剧，由哥伦比亚广播公司制作，讲述的是玛丽·斯图尔特成為苏格兰女王玛丽一世的經過。

## 劇情大綱
年僅15岁的瑪麗和四位與其同名、來自蘇格蘭貴族的侍女一同到法国去，為的是与弗朗索瓦王子订婚。在黑暗的法国宫廷里，玛丽面對著各種不同的勢力，而她與弗朗索瓦王子的婚姻也並不完全順利。

## 演员表

### 主要角色
| 演员               | 饰演                       | 季       | 季       | 季       | 季       |
| 演员               | 饰演                       | 第一季   | 第二季   | 第三季   | 第四季   |
| ------------------ | -------------------------- | -------- | -------- | -------- | -------- |
| 阿黛莱德·凯恩      | 苏格兰女王玛丽一世         | 主要角色 | 主要角色 | 主要角色 | 主要角色 |
| 梅根·法蘿          | 法国王后凯瑟琳·德·美第奇   | 主要角色 | 主要角色 | 主要角色 | 主要角色 |
| 托倫斯·庫姆斯      | Sebastian (Bash)           | 主要角色 | 主要角色 | 主要角色 |          |
| 托比·瑞格波        | 弗朗索瓦二世               | 主要角色 | 主要角色 | 主要角色 | 客串     |
| Jenessa Grant      | Lady Aylee                 | 主要角色 |          |          |          |
| Celina Sinden      | Lady Greer                 | 主要角色 | 主要角色 | 主要角色 | 主要角色 |
| 凯特琳·斯塔西      | Lady Kenna                 | 主要角色 | 主要角色 |          |          |
| 安娜·帕波维尔      | Lady Lola                  | 主要角色 | 主要角色 | 主要角色 |          |
| Alan van Sprang    | 法国国王亨利二世           | 主要角色 | 次要角色 |          |          |
| 乔纳森·凯兹        | Leith Bayard               | 次要角色 | 主要角色 | 主要角色 | 主要角色 |
| Sean Teale         | 路易一世·德·波旁-孔代      |          | 主要角色 |          |          |
| 克萊格·帕克        | Stéphane Narcisse          |          | 主要角色 | 主要角色 | 主要角色 |
| Rose Williams      | 法兰西公主克洛德           |          | 主要角色 | 主要角色 | 主要角色 |
| 瑞秋·斯蓋頓        | 伊丽莎白一世               |          | 客串     | 主要角色 | 主要角色 |
| Charlie Carrick    | 罗伯特·达德利              |          |          | 主要角色 |          |
| Ben Geurens        | Gideon Blackburn           |          |          | 主要角色 | 主要角色 |
| Peter DaCunha      | 法兰西国王查理九世         | 次要角色 | 次要角色 |          |          |
| Spencer MacPherson | 法兰西国王查理九世         |          |          | 次要角色 | 主要角色 |
| Joe Doyle          | James Stewart              | 客串     |          |          |          |
| Dan Jeannotte      | James Stewart              |          |          | 次要角色 | 主要角色 |
| Jonathan Goad      | 約翰·諾克斯                |          |          | 次要角色 | 主要角色 |
| Will Kemp          | 亨利·斯图亚特 (达恩利勋爵) |          |          |          | 主要角色 |

## 外部連結
- 官方网站
- 互联网电影数据库（IMDb）上《风中的女王》的资料（英文）
- 时光网上《风中的女王》的資料（简体中文）